# 浮島太陽光発電所

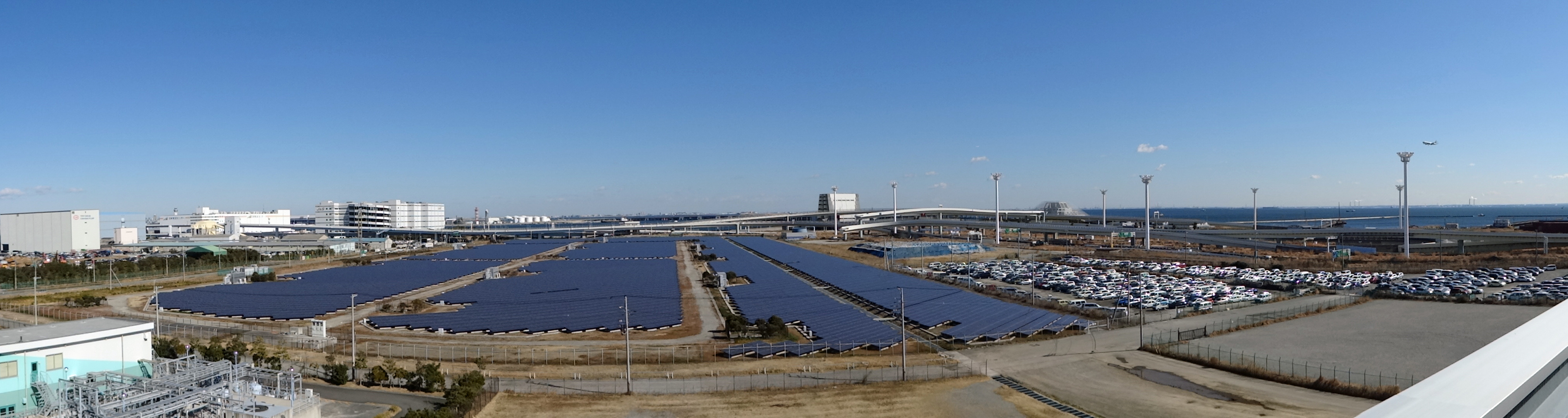
浮島太陽光発電所

浮島太陽光発電所（うきしまたいようこうはつでんしょ）は、神奈川県川崎市川崎区浮島町にある東京電力リニューアブルパワーの太陽光発電所である。家庭ごみの焼却灰と下水汚泥の埋立地を有効活用して設置されている。

## 所在地
- 神奈川県川崎市川崎区浮島（川崎市所有地）

## 発電設備
- 面積：約11ha
- パネル枚数：約3万8000枚
- パネル：シャープ製、198W、25V、単結晶パネル
- 発電出力：7000kW
- 年間発電電力：約740万kWh
- 年間二酸化炭素削減量：約3100t
- 運転開始：2011年（平成23年）8月
- 運営期間：運転開始から18年間（川崎市との協定による）

## 設備
- パワーコンディショナーシステム(PCS)
- 高圧閉鎖配電盤
- 連系変圧器（66,000V）
- ガス絶縁開閉装置(GIS)

## 実績
- 1年目約945万kWh
- 2年目約974万kWh[2]